# Pasadena (Texas)
Pasadena város az USA Texas államában. Lakosainak száma 151 950 fő (2020. április 1.).

## Népesség
A település népességének változása:

| 2010 | 149 043 |
| 2020 | 151 950 |